# Lepidopilum krauseanum
Lepidopilum krauseanum är en bladmossart som beskrevs av C. Müller 1874. Lepidopilum krauseanum ingår i släktet Lepidopilum och familjen Daltoniaceae. Inga underarter finns listade i Catalogue of Life.